# モルモー
モルモー（古希: Μορμώ, Mormō）、モルモリュケー（古希: Μορμολύκη, Mormolykē、「牝狼モルモー」の意）、あるいはモルモーン（古希: Μορμών, Mormōn）は、ギリシア神話に登場する女性の姿をした怪物。吸血鬼の一種とされる。冥界の住人で、冥府の女神ヘカテーにエンプーサと共に仕えている。ヘカテーに捧げられた祈祷文にもゴルゴーと共にその名が挙げられている。アケローン川神の乳母であったとされる。日本語では長母音を省略してモルモ、モルモリュケ（モルモン）とも呼ばれる。
元々神話中ではラミアーやゲローと同類の女性の姿をした怪物とされており、元はライストリューゴーン族の女王で、己の子を失った悲しみのあまり他人の子を殺そうとするのだともいわれている。しかし、民間においては母親が子供に語って聞かせる親しみ深いお化けの様な存在だった。また、イソップ寓話の中には『狐とモルモーの面』という話があり、見た目だけで中身が無い人間を風刺する内容となっている。